# Osłona grzyba

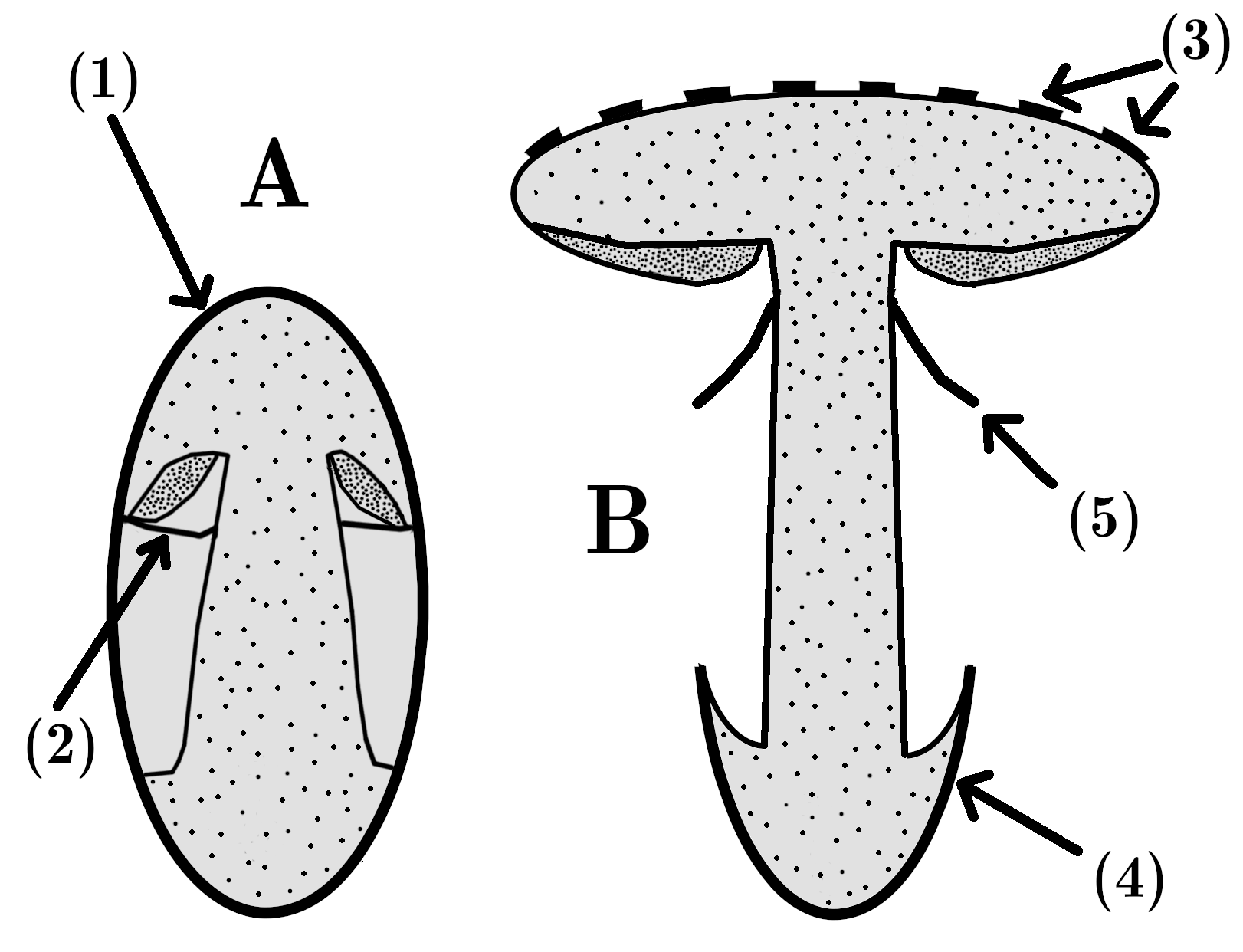
Schemat rozwoju owocnika (A – młody, B – dojrzały): 1 – zasłona uniwersalna, 2 – zasłona częściowa, 3 – pozostałości osłony całkowitej na kapeluszu, 4 – pochwa, 5 – pierścień

Osłona grzyba (łac. velum) – błony otaczające młody owocnik grzybów. Są dwie osłony:

## Budowa osłon i ich rozwój
- osłona całkowita (velum generale, velum universale) otaczająca owocnik od wierzchołka kapelusza po podstawę trzonu. Może być błonkowata lub pajęczynowata. Podczas wzrostu owocnika ulega rozerwaniu, a jej resztki mogą u różnych gatunków grzybów pozostawać w różnych miejscach owocnika; u podstawy trzonu jako pochwa, na trzonie jako pierścień, strzępki lub obrączka i na kapeluszu w postaci łatek, strzępek lub brodawek[1]. U różnych gatunków grzybów różnie to bywa. U muchomora zielonawego (Amanita phalloides) pozostaje pierścień i pochwa, u muchomora czerwonego (Amanita muscaria) łatki i pierścień, u pieczarki polnej tylko pierścień[2].
- osłona częściowa (velum partiale) łącząca brzeg kapelusza z trzonem. Może być błonkowata lub pajęczynowata. Zadaniem tej osłony jest ochrona hymenoforu. Podczas wzrostu grzyba ulega rozerwaniu. U niektórych gatunków jej resztki tworzą na trzonie pierścień, a na brzegu kapelusza zwisające strzępki (np. u maślaka zwyczajnego Suillus luteus)[3]. Specyficzny, pajęczynowaty rodzaj osłony częściowej u niektórych grzybów (np. u zasłonaków Cortinarius) nosi nazwę zasnówki[3].

Niektóre gatunki grzybów mogą mieć zarówno uniwersalną, jak i częściową zasłonę, inne mogą mieć tylko jedną lub drugą, u niektórych w ogóle brak osłony (np. u twardzioszka przydrożnego Marasmius oreades). Czasami osłony są tak delikatne, że nawet u młodych owocników trudno je dostrzec. U niektórych gatunków grzybów osłona ulega ześluzowaceniu.
Pozostające po osłonie na owocnikach łatki, strzępki brodawki, pochwa, pierścień czy obrączka mają duże znaczenie przy oznaczaniu gatunków. Są one jednak delikatne i z wiekiem rozpadają się, zwłaszcza podczas deszczów ulegają zmyciu. Z tego względu dla oznaczenia niektórych gatunków konieczne są osobniki młode, u których jeszcze zachowały się resztki osłony. Z tego też względu w celu identyfikacji grzyba należy z podłoża wyciągać go ostrożnie i tak, aby wyjąć grzyba wraz z całą nasadą.
U wnętrzniaków również występuje osłona owocnika, ale ma ona inną strukturę i nazywana jest perydium.

## Rozwój zasłony częściowej u pieczarki
U gatunków z rodzaju Agaricus (pieczarka) osłona częściowa składa się z dwóch warstw. Na początku XX wieku amerykański mykolog George Francis Atkinson badał rozwój pieczarki białawej Agaricus arvensis, zbierając młode grzyby z jeszcze nierozwiniętym kapeluszem i nienaruszoną osłoną i obserwując ich wzrost w laboratorium. Ustalił, że osłona częściowa wywodzi się ze strzępek poza hymenium i nie jest wyraźnie oddzielona od osłony całkowitej. Jest połączona zarówno z brzegiem kapelusza, jak i z trzonem. Zwiększa swój rozmiar w miarę przykładania do niej napięcia w wyniku rozrastania się kapelusza i trzonu. Jej dolna część ma luźniejszą teksturę i jest stosunkowo porowata, aby umożliwić wymianę powietrza. Górna część osłony częściowej łączy się bezpośrednio z brzegiem kapelusza i pochodzi częściowo z tkanki podstawowej (aktywnie dzielących się strzępek, stanowiących większość tkanki kapelusza i trzonu), a częściowo poprzez wzrost od brzegu kapelusza. Luźniejsza część osłony jest odrywana od powierzchni trzonu w miarę rozszerzania się i wzrostu grzyba, tworząc luźniejszą dolną część podwójnej zasłony, charakterystyczną dla tego gatunku.

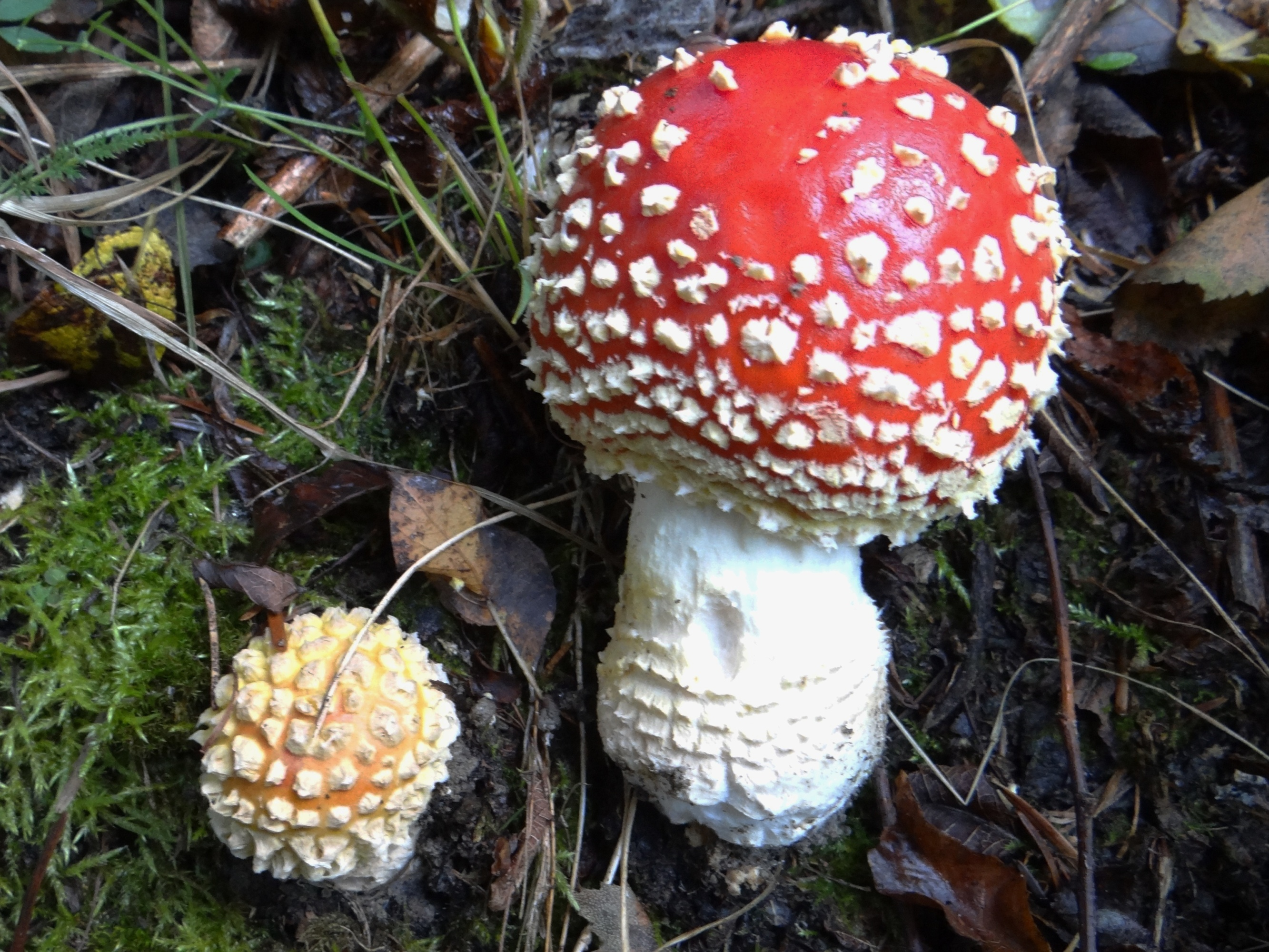
Resztki osłony całkowitej w postaci łatek u muchomora czerwonego
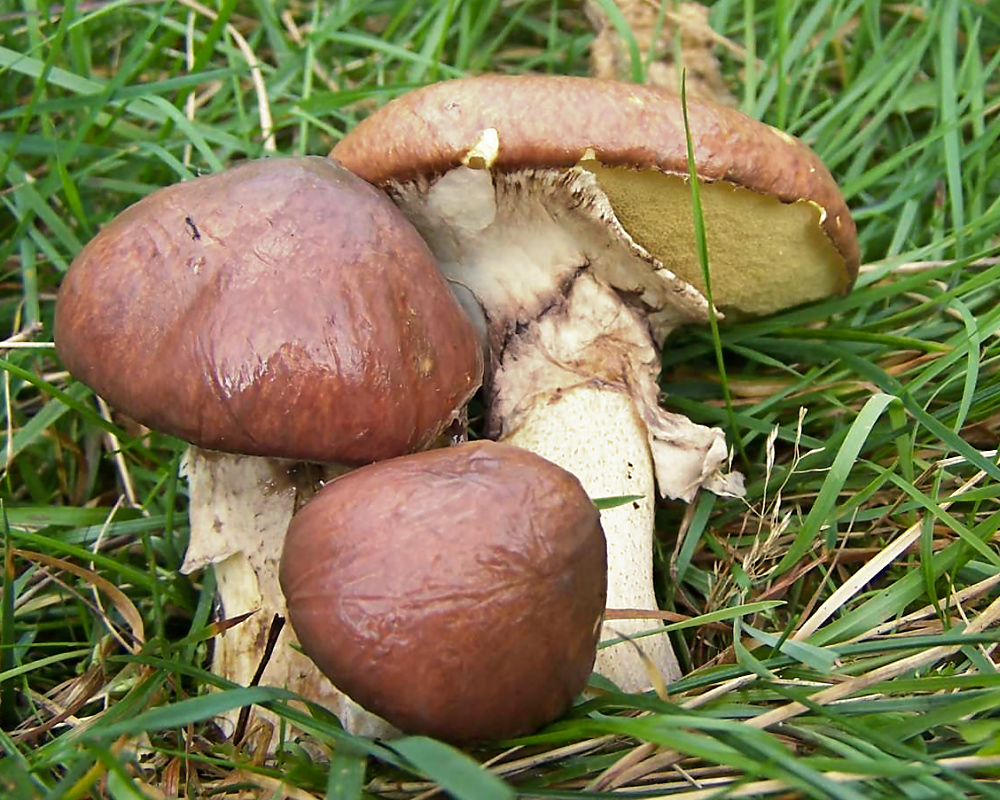
U maślaka zwyczajnego resztki osłony częściowej tworzą na trzonie pierścień
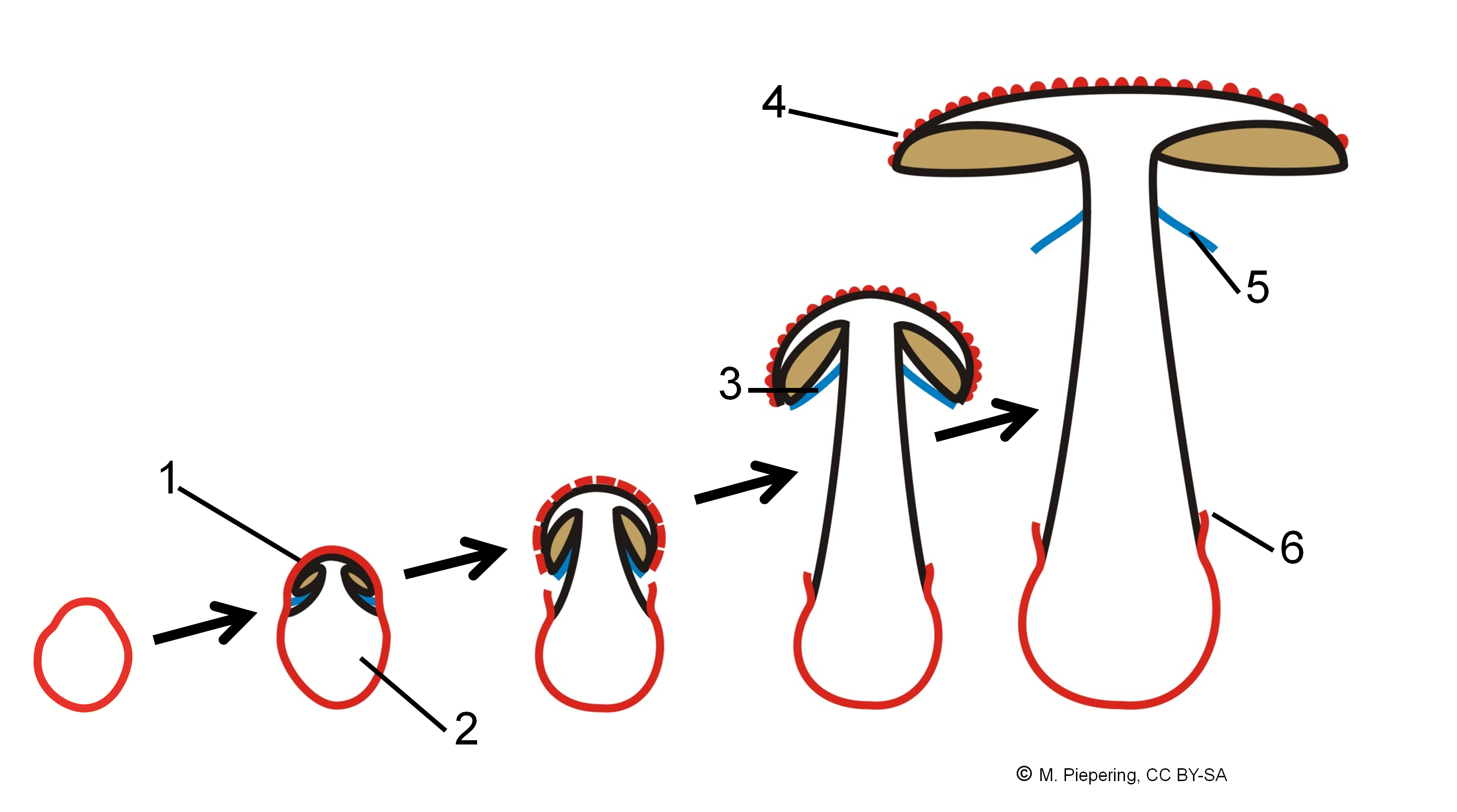
Rozwój owocnika: 1 – osłona całkowita, 2 – młody owocnik, 3 – osłona częściowa, 4 – łatki na kapeluszu, 5 – pierścień, 6 – pochwa